# James Taylor
James Vernon Taylor (Boston, 12 marzo 1948) è un cantautore statunitense, tra i più celebri a partire dagli anni settanta. È uno degli artisti che hanno venduto di più nella storia della musica leggera, con oltre 100 milioni di dischi in tutto il mondo.

## Gli inizi
Cresciuto nella cittadina di Chapel Hill (Carolina del Nord) dove, incoraggiato dalla mamma soprano, fin da bambino studiò violoncello, a partire dal 1960 preferì dedicarsi alla chitarra ispirandosi allo stile di Woody Guthrie. Abbandonò la scuola e formò una band col fratello Alex, ma venne ricoverato in un ospedale psichiatrico per curare una forma di depressione. Riuscì ad ottenere il diploma durante il soggiorno in ospedale, quindi si iscrisse alla Milton Academy dove incontrò Danny Kortchmar, col quale formò il gruppo "The Flying Machine", che incise un singolo di scarso successo: Brighten Your Night with My Day. Trasferitosi a New York, Taylor divenne tossicodipendente da eroina.
La canzone Jump Up Behind Me si riferisce a quel periodo: è infatti un omaggio a suo padre, Isaac, che in seguito ad una disperata telefonata del figlio dovette correre a New York per riportarlo a casa a Chapel Hill. Nel pezzo, Taylor lo ringrazia per l'aiuto avuto in un periodo di disperato bisogno e descrive i ricordi del lungo viaggio in automobile verso casa. Nel 1968, durante un soggiorno a Londra, grazie a un amico che aveva suonato per il duo inglese “Peter&Gordon”, Taylor riuscì, tramite Peter Asher (parte del duo e fratello di Jane Asher, allora fidanzata di Paul McCartney) a ottenere un'audizione per la Apple Records dei Beatles. Svoltasi in una piccola stanza della Apple alla presenza di Peter, Paul McCartney e George Harrison, James scelse di far ascoltare Something in the Way She Moves (che poi ispirò George per la sua Something).
Il brano piacque ai due Beatles e Paul chiese a Peter se volesse produrre James per un album. Peter accettò e iniziarono le registrazioni di James Taylor. Al disco collaborarono anche Paul McCartney e George Harrison. Il disco non ebbe immediato successo. Tornato negli Stati Uniti si fece nuovamente ricoverare in ospedale per porre rimedio alla sua dipendenza dalle droghe, nel frattempo divenuta più forte. Quando le sue condizioni migliorarono, nel 1969, si esibì per sei serate al Troubadour Club di Los Angeles e il 20 luglio al Newport Folk Festival. Poco tempo dopo ebbe un incidente motociclistico che gli procurò fratture multiple alle mani, impedendogli di suonare per diversi mesi.

## Anni settanta

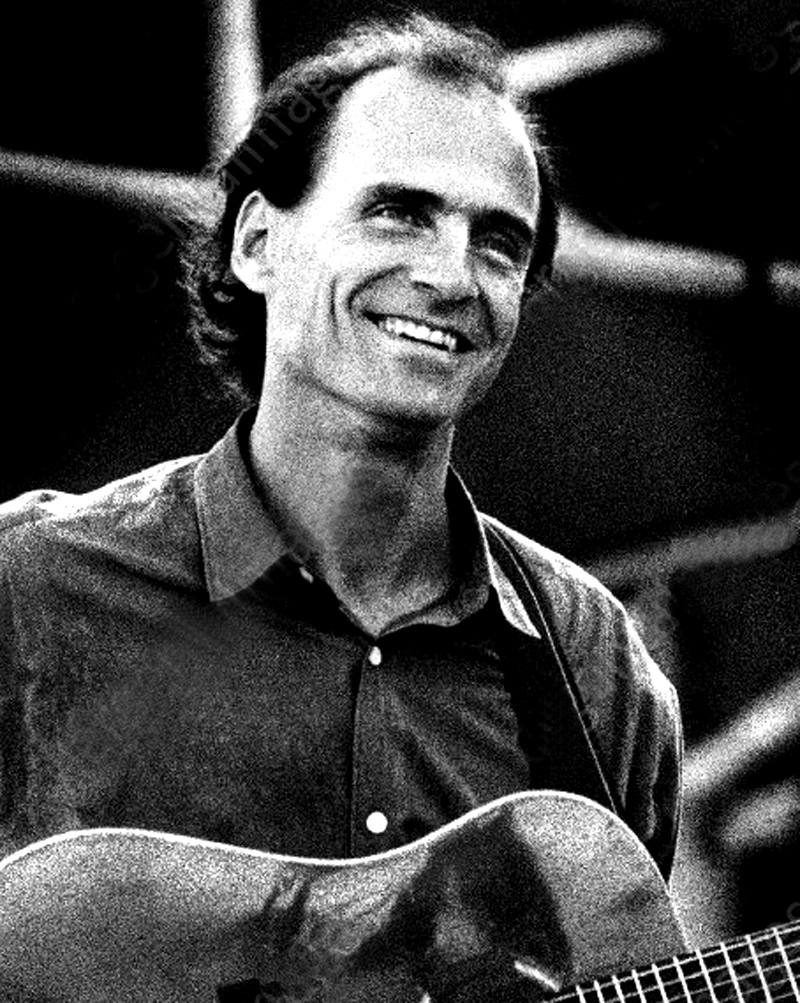
James Taylor al Winterfest, 1985

Nel 1970, con l'uscita di Sweet Baby James raggiunse l'attenzione del grande pubblico, particolarmente con il brano Fire and Rain, ed il successo provocò la "riscoperta" dell'album precedente (e del brano Carolina in My Mind in esso contenuto). Il settimanale Time gli dedicò la copertina e si cominciò a parlare di questa nuova corrente crepuscolare e soggettivista di cui Taylor fu il massimo alfiere degli anni settanta. Egli è, infatti, il prototipo del cantautorato crepuscolare, agrodolce, malinconico e dalle tinte pastello che tanta fortuna ebbe in quel decennio. In ciò fu aiutato da una vena compositiva felice, da una raffinata tecnica chitarristica improntata al finger picking e da una voce nasale duttile e pastosa che veicola in modo molto efficace il mondo solitario e neo-romantico della sua America.
Nel 1971 Taylor lavorò con Dennis Wilson (dei Beach Boys) nel film Strada a doppia corsia (Two-Lane Blacktop), che si rivelò un insuccesso commerciale. Sempre il 1971, però, vide l'uscita di Mud Slide Slim and the Blue Horizon, un altro album di classifica. Egli vinse un Grammy Award per la sua versione di You've Got a Friend arrivata al primo posto nella Billboard Hot 100, originariamente scritta da Carole King, che fu sua mentore, nonché partner sentimentale per breve tempo.
Nel 1972 Taylor ritornò con One Man Dog e sposò la collega cantante/autrice Carly Simon il 3 novembre. L'album successivo, Walking Man del 1974, fu una delusione, mentre il nuovo Gorilla fu un successo anche per la presenza del singolo di successo How Sweet It Is (To Be Loved by You), una cover del grande Marvin Gaye. Dopo In the Pocket, del 1976, fu pubblicato l'album Greatest Hits che includeva alcune versioni riarrangiate dei successi più vecchi. Questa realizzazione rimane ancora oggi l'album più venduto di questo autore.
Taylor e Simon ebbero due figli dal loro matrimonio, Ben e Sally. Tuttavia, a causa delle lunghe assenze di Taylor dovute alle tournée, la coppia entrò in crisi sino al rifiuto da parte dello stesso Taylor di accettare un ultimatum posto da Carly Simon sul passare più tempo con i bambini. Alla fine i due si separarono nel 1983. Nel frattempo James Taylor aveva firmato un nuovo contratto con la Columbia Records e realizzato JT nel 1977, vincendo un altro Grammy Award per la Miglior Performance Vocale Pop, per Handy Man. Dopo aver collaborato con Art Garfunkel ed essersi brevemente dedicato a Broadway, Taylor si prese una pausa di due anni, per riapparire con un altro successo, l'album Flag. Taylor si è anche esibito per il concerto dei No Nukes al Madison Square Garden ed è apparso nell'album e nel filmato tratto dal live.

## Anni ottanta e novanta

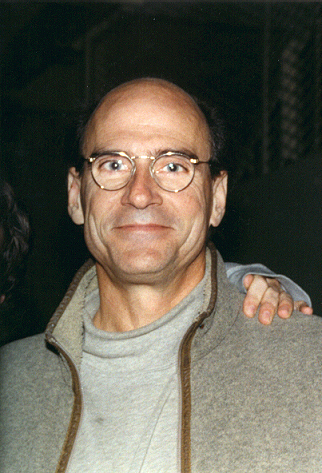
James Taylor nel 1999

All'inizio degli anni ottanta la carriera di Taylor sembrò in pericolo per colpa dei problemi di tossicodipendenza, del divorzio da Carly Simon, del calo di popolarità delle sue canzoni (sempre portatrici di quella vena solipsistica e agrodolce) e delle pressioni da parte del "music business". Taylor, infatti, dichiarò ripetutamente che si sarebbe ritirato nel 1985, dopo aver adempiuto all'ultimo obbligo contrattuale: il Rock in Rio. Dovendo esibirsi nella stessa sera di Ozzy Osbourne, Taylor si aspettava un pubblico ostile, ma fu molto sorpreso dall'accoglienza che gli riservarono i 250.000 spettatori del concerto. Risollevato dall'inaspettato consenso del pubblico decise di riprendere in mano la sua vita e la sua carriera.
In ricordo di quella serata venne scritta la canzone Only a Dream in Rio, in una strofa della quale James Taylor dice "I was there that very day and my heart came back alive" ("Ero proprio lì quel giorno, e il mio cuore tornò a vivere"). Il pezzo venne incluso nel successivo album That's Why I'm Here, il primo di una serie di incisioni che, sebbene proposte con minor frequenza di pubblicazione rispetto al passato, mostrano un miglior livello qualitativo e un numero inferiore di cover. Nel 1988 pubblicò Never Die Young. Ricominciò ad esibirsi in veri e propri tour, diventando popolare nell'ambito delle stagioni estive degli anfiteatri statunitensi all'aperto.
Nei suoi concerti Taylor propone, ancora oggi, i più grandi successi del suo prolifico repertorio, costantemente rimaneggiati e messi in risalto anche grazie al supporto di una band di altissimo livello e di un fedele gruppo di coristi. Il doppio disco dal vivo Live del 1993 ne è una fedele testimonianza, che trova un momento di spicco nel controcanto di Arnold McCuller nel finale di Shower the People e I Will Follow. I due nuovi album di materiale inedito degli anni novanta ebbero notevole successo: il tredicesimo album, New Moon Shine, divenne disco di platino nel 1991, mentre Hourglass del 1997 vinse il Grammy come miglior album pop non strumentale.
Tra le numerose collaborazioni di Taylor con altri colleghi, anche quella con gli italiani Elio e le Storie Tese, nella canzone First Me, Second Me (contenuta nel disco Eat the Phikis, 1996). La collaborazione è proseguita nel programma televisivo Night Express, in una puntata del quale il cantante si esibì dal vivo.

## Anni duemila

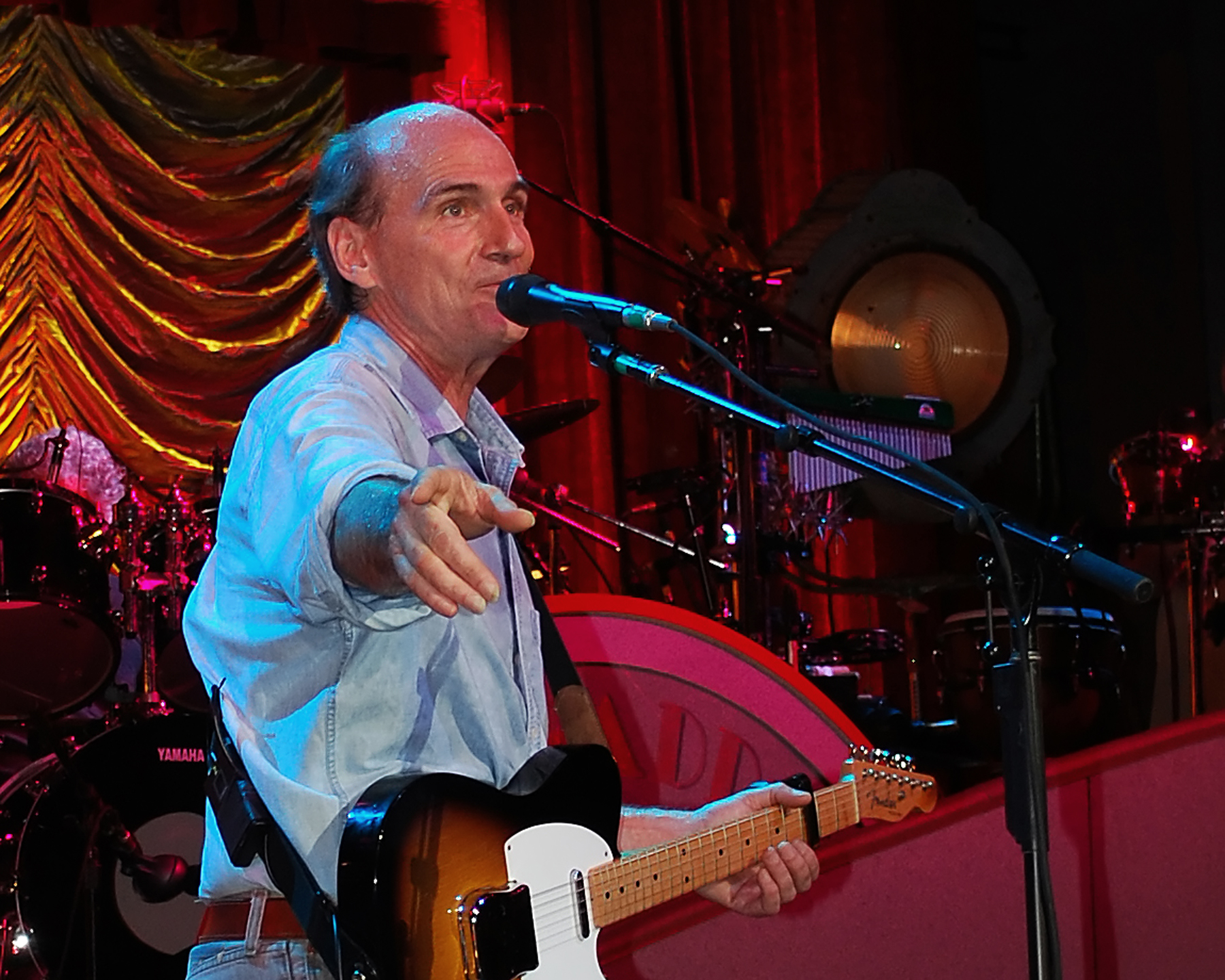
James Taylor in concerto nel 2008

Nel 2001, Taylor prese moglie per la terza volta, sposando Caroline ("Kim") Smedvig, direttore delle pubbliche relazioni e marketing della Boston Symphony Orchestra. La loro relazione influenzò il componimento dell'album October Road, in particolare la canzone On the 4th of July. La coppia ha due gemelli, Rufus e Henry, nati nel 2001 da una donna, amica di famiglia, che prestò il suo utero in cui furono impiantati gli ovuli fecondati in vitro. I Taylor sono quindi i genitori biologici. Immediatamente preceduto e seguito da due diverse raccolte di successi, il nuovo album October Road fu pubblicato nel 2002, album nel quale è presente anche la voce dell'italiana Chiara Civello, in veste di corista. Nel disco sono presenti accompagnamenti e passaggi strumentali delicati ed allo stesso tempo sofisticati.

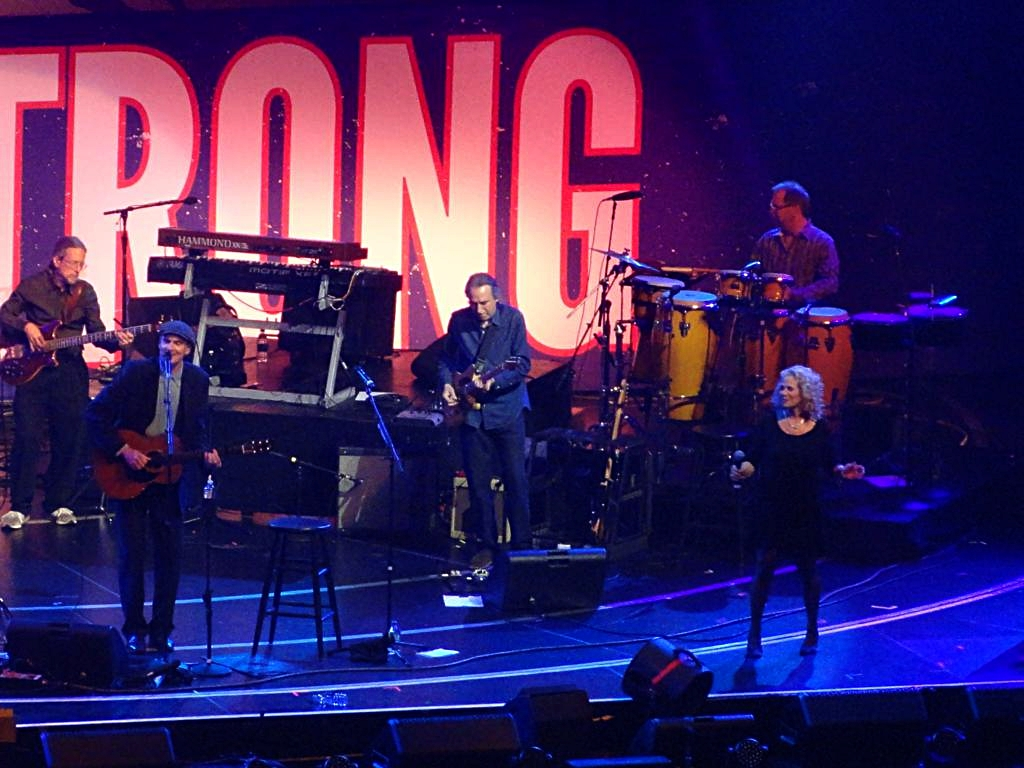
James Taylor e Carol King sul palcoscenico del Boston Strong Concert nel maggio 2013.

Nel 2004, una volta concluso il contratto con la Columbia/Sony, è uscito A Christmas Album, distribuito dalla Hallmark Cards. Sempre molto attivo nella difesa dell'ambiente e politicamente schierato su posizioni progressiste, nell'ottobre 2004 Taylor si unì al tour Vote for Change Tour, tenendo una serie di concerti negli Stati americani in cui la preferenza per il candidato alla Presidenza degli Stati Uniti era ancora considerata in bilico. Tali concerti erano stati organizzati dal movimento politico MoveOn.org, al fine di promuovere il voto a favore di John Kerry e contro George W. Bush nel corso della campagna per le elezioni presidenziali del 2004. Nel corso di questi concerti James Taylor si esibì assieme alle Dixie Chicks. Tra il 2008 e il 2009 pubblicò due album di cover dal titolo Covers e Other Covers. Taylor è un convinto patriota sostenitore della sinistra internazionalista americana. L'8 febbraio del 2018 è stato ospite al Festival di Sanremo dove si è esibito, in coppia con Giorgia, in una eccezionale interpretazione di You've got a friend. Collabora al brano ‘Change’ del cantautore americano Charlie Puth, contenuto nell’album Voicenotes e pubblicato il 26 marzo 2018.

## Premi e riconoscimenti

### Grammy Award
- Grammy Award per la migliore voce maschile, 1971, You've Got a Friend
- Grammy Award per la migliore voce maschile, 1977, Handy Man
- Grammy Award per il migliore album pop non strumentale, 1998, Hourglass
- Grammy Award per la migliore voce maschile, 2001, Don't Let Me Be Lonely Tonight
- Grammy Award per il migliore duetto vocale Country, 2003, How's the World Treating You, con Alison Krauss
- Grammy della Fondazione MusiCares come Personaggio dell'anno 2006. In una serata di gala a Los Angeles, musicisti di diverse generazioni hanno tributato un omaggio a Taylor interpretando le sue canzoni, spesso introducendole con un breve discorso a proposito dell'influenza esercitata da Taylor sulla loro decisione di entrare nel mondo della musica. Tra questi Carole King, Paul Simon, Bruce Springsteen, Sting, Taj Mahal, Dr. John, Bonnie Raitt, Jackson Browne, David Crosby, Sheryl Crow, le Dixie Chicks, India Arie, Alison Krauss, Keith Urban, e suo fratello Livingston Taylor.
- Grammy award 2021 Miglior album pop tradizionale (Best Traditional Pop Vocal Album) : American standard

### Altri riconoscimenti
- Laurea honoris causa in musica presso il Berklee College of Music, Boston, 1995
- Ammesso nella Rock and Roll Hall of Fame, 2000
- Ammesso nella Songwriters Hall of Fame, 2000
- Il Chapel Hill Museum di Chapel Hill, in Carolina del Nord ha aperto una mostra permanente dedicata a Taylor il 26 aprile 2003. Nella stessa occasione il ponte della strada che attraversa Morgan Creek, accanto alla residenza della famiglia Taylor, citato nella canzone Copperline, è stato intitolato a Taylor.
- Il 7 marzo 2012 riceve a Catanzaro il "Riccio d'argento" di Fatti di musica, la ventiseiesima rassegna del Miglior Live d'autore diretta da Ruggero Pegna, nella categoria "I miti della musica".

## Discografia

### Album in studio
- 1968 - James Taylor (Apple Records)
- 1970 - Sweet Baby James (Warner Bros. Records)
- 1971 - James Taylor and the Original Flying Machine — registrato 1966–1967 (Euphoria Records)
- 1971 - Mud Slide Slim and the Blue Horizon (Warner Bros. Records)
- 1972 - One Man Dog (Warner Bros. Records)
- 1974 - Walking Man (Warner Bros. Records)
- 1975 - Gorilla (Warner Bros. Records)
- 1976 - In the Pocket (Warner Bros. Records)
- 1977 - JT (CBS)
- 1979 - Flag (CBS)
- 1981 - Dad Loves His Work (CBS)
- 1985 - That's Why I'm Here (CBS)
- 1988 - Never Die Young (CBS)
- 1991 - New Moon Shine (CBS)
- 1997 - Hourglass (CBS)
- 2002 - October Road (CBS)
- 2004 - A Christmas Album (Hallmark Music Records)
- 2006 - At Christmas (CBS)
- 2008 - Covers (Hear Music Records)
- 2015 - Before This World (Concord Records)
- 2020 - American Standard (Fantasy Records)

### EP
- 2009 - Other Covers (Hear Music Records)
- 2020 - Over The Rainbow – The American Standard EP (Fantasy Records)

### Album dal vivo
- 1986 - Live in Rio (Som Livre / Columbia) (registrato al Rock In Rio alla Cidade do Rock a Rio de Janeiro il 12 e 14 gennaio 1985) — LP / Audiocassetta / CD
- 1993 - (Live) (Columbia Records) — 2xLP / 2xAudiocassetta / 2xCD
- 1994 - (Best Live) (Columbia Records) — Audiocassetta / CD
- 2007 The circle game (con Joni Mitchell Oct.28/1970 Royal Albert Hall London WOODSTOCK TAPES WT 5110)
- 2007 - One Man Band (Hear Music Records) (registrato al Colonial Theatre di Pittsfield, Massachusetts, il 19, 20 e 21 luglio 2007 durante il One Man Band tour) — CD / CD+DVD
- 2009 - Amchitka con Joni Mitchell e Phil Ochs (Greenpeace) (registrazione integrale del concerto di beneficenza tenutosi al Pacific Coliseum di Vancouver il 16 ottobre 1970) — 2xCD
- 2010 - Live at The Troubadour con Carole King (Hear Music Records) (registrato al Troubadour di Los Angeles nel novembre del 2007) — CD+DVD

### Raccolte
- 1976 - Greatest Hits (Warner Bros. Records)
- 1987 - Classic Songs (CBS)
- 2000 - Greatest Hits Volume 2 (CBS Records)
- 2003 - The Best of James Taylor (Warner Bros. Records)
- 2013 - The Essential James Taylor (Legacy Records)
- 2019 - The Warner Bros. Albums: 1970-1976 (Warner Bros. Records, Rhino Entertainment Company)

### Cover in italiano
- 1972 - I giorni dei falò è la versione in italiano di Long Ago and Far Away, interpretata da Mina (testo in italiano Giorgio Calabrese) e pubblicata nell'album Altro del 1972.
- 1994 - Sciogli l'amore è la versione in italiano di Shower the People, scritta e cantata da Luca Barbarossa, pubblicata nell'album Le cose da salvare del 1994.

## Videografia

### Album video
- 1980 - In Concert (MGM/CBS Home Video) (registrato al Blossom Music Festival a Cuyahoga Falls, Ohio il 19 luglio 1979 durante il Flag Tour) — Betamax / VHS / Laserdisc (pubblicato nel 1982)
- 1991 - Purely Music (Videfilm Producers International Ltd) (registrato durante il programma televisivo tedesco Ohne Filter nel 1986) — Laserdisc
- 1991 - In Concert (Sony Music Video Enterprises) (registrato al Colonial Theatre di Boston nel marzo del 1988) — VHS / Laserdisc (pubblicato nel 1992)
- 1993 - Squibnocket (Columbia Music Video) (registrato in un fienile sull'isola di Martha's Vineyard, Massachusetts, nel 1992) — VHS / Laserdisc / DVD (pubblicato nel 2006)
- 1998 - Live at the Beacon Theatre (Sony Music Video Enterprises) (registrato al Beacon Theatre di New York il 30 maggio 1998) — VHS / DVD
- 2002 - Pull Over (Columbia Music Video) (registrato al Rosemont Theatre di Rosemont, Illinois il 3 e 4 agosto 2001 durante il Pull Over Tour) — VHS / DVD
- 2006 - A MusiCares Person of the Year Tribute: Honoring James Taylor (Warner Music Vision) — DVD
- 2007 - One Man Band (Hear Music Records) (registrato al Colonial Theatre di Pittsfield, Massachusetts, il 19, 20 e 21 luglio 2007 durante il One Man Band tour) — CD / CD+DVD
- 2010 - Live at The Troubadour con Carole King (Hear Music Records) (registrato al Troubadour di Los Angeles nel novembre del 2007) — CD+DVD

## Filmografia
- Strada a doppia corsia, regia di Monte Hellman (1971)
- Interpreta se stesso nel settimo episodio della sesta stagione della serie TV West Wing.
- Interpreta se stesso in un cameo nel film Funny People (2009), dove canta Carolina in My Mind.